# Hetepti
Hetepti war die Mutter des altägyptischen Königs Amenemhet IV. (regierte etwa 1819/1802 bis 1810/1793 v. Chr.). Hetepti erscheint im Tempel von Medinet Madi, wo sie in einer Darstellung ihren Sohn begleitet. Die Inschrift neben ihr ist stark zerstört. Ihr Name sowie die Titel „Königsmutter“ und „Die mit der weißen Krone vereinigt ist“ sind noch lesbar. Hier stand vielleicht auch einst der Titel „Königsgemahlin“. Ihr Gemahl war demnach Amenemhet III.